# Vovcikivți, Zboriv
Vovcikivți (în ucraineană Вовчківці) este localitatea de reședință a comunei Vovcikivți din raionul Zboriv, regiunea Ternopil, Ucraina.

## Demografie
Componența lingvistică a localității Vovcikivți
     Ucraineană (99,6%)
     Alte limbi (0,4%)
Conform recensământului din 2001, majoritatea populației localității Vovcikivți era vorbitoare de ucraineană (99,6%), existând în minoritate și vorbitori de alte limbi.